# Reverence (álbum)
Reverence es el sexto álbum de estudio de la banda australiana de metalcore Parkway Drive. Fue lanzado el 4 de mayo de 2018 a través de Resist y Epitaph Records. El álbum fue producido por George Hadji-Christou. Los críticos señalaron que el álbum marcó un paso hacia un sonido de heavy metal más melódico y accesible, con un uso más prominente del canto limpio mientras las canciones abordan temas como la religión y la muerte.
La portada del álbum muestra una versión restaurada de la monumental pintura al óleo religiosa de Peter Paul Rubens, titulada como La caída de los condenados.

## Lista de canciones
| N.º | Título                  | Duración |  |
| 1.  | «Wishing Wells»         | 5:04     |  |
| 2.  | «Prey»                  | 4:15     |  |
| 3.  | «Absolute Power»        | 3:43     |  |
| 4.  | «Cemetery Bloom»        | 3:10     |  |
| 5.  | «The Void»              | 3:53     |  |
| 6.  | «I Hope You Rot»        | 4:50     |  |
| 7.  | «Shadow Boxing»         | 3:50     |  |
| 8.  | «In Blood»              | 4:20     |  |
| 9.  | «Chronos»               | 6:20     |  |
| 10. | «The Colour of Leaving» | 3:19     |  |

## Posicionamiento en lista
| Lista (2018)                          | Posiciones |
| ------------------------------------- | ---------- |
| Alemania (Media Control Charts)       | 3          |
| Australia (ARIA)                      | 1          |
| Austria (Ö3 Austria)                  | 6          |
| Escocia (Scottish Albums Chart)       | 11         |
| Bélgica (Ultratop Flandes)            | 5          |
| Bélgica (Ultratop Valonia)            | 37         |
| Canadá (Billboard Canadian Albums)    | 68         |
| Países Bajos (Album Top 100)          | 81         |
| Finlandia (Suomen virallinen lista)   | 41         |
| Nueva Zelanda (Recorded Music NZ)     | 34         |
| Suecia (Sverigetopplistan)            | 42         |
| Suiza (Schweizer Hitparade)           | 3          |
| Reino Unido (UK Albums Chart)         | 14         |
| Estados Unidos (Billboard 200)        | 35         |
| Estados Unidos (Top Hard Rock Albums) | 2          |
| Estados Unidos (Top Rock Albums)      | 4          |

## Personal
Parkway Drive
- Winston McCall - voz principal
- Jeff Ling - guitarras
- Luke Kilpatrick - guitarras
- Jia O'Connor - bajo
- Ben Gordon - batería